# Halsbach
Halsbach ist eine Gemeinde im oberbayerischen Landkreis Altötting.

## Geographie
Halsbach liegt in der Region Südostoberbayern.

## Gemeindegliederung
Es gibt 68 Gemeindeteile:
- Antenfressen
- Baumgarten
- Binder
- Biering
- Birnbaum
- Brandhub
- Brandl
- Brunnhaus
- Buch
- Dösham
- Edholz
- Eicheck
- Eneck
- Freudling
- Fürholzen
- Gallersöd
- Gassen
- Geisberg
- Großschleberg
- Hahngreding
- Halsbach
- Heitzenberg
- Hofschalling
- Hollerberg
- Huber am Bach
- Itschenöd
- Itsching
- Kirchberg
- Kriechbaum
- Krieging
- Kronhub
- Krumbach
- Lebern
- Liebleiten
- Lohen
- Loipl
- Mooseck
- Moosen
- Mooswinkel
- Niederangern
- Oberangern
- Peising
- Pfaffenreit
- Pfeffersöd
- Racherting
- Reisachöd
- Reising
- Reit
- Resch am Holz
- Schiellehen
- Schliefhausen
- Schmidham
- Schmidhub
- Schupfing
- Spielhof
- Stadl am Holz
- Steinthal
- Stockötz
- Ströben
- Thalhausen
- Thalleiten
- Unterbaumgarten
- Voglsam
- Wagenhofen
- Wohlprechting
- Zaun
- Zeitlarn
- Zettlaign

Es gibt die Gemarkungen Halsbach und Oberzeitlarn.

## Geschichte

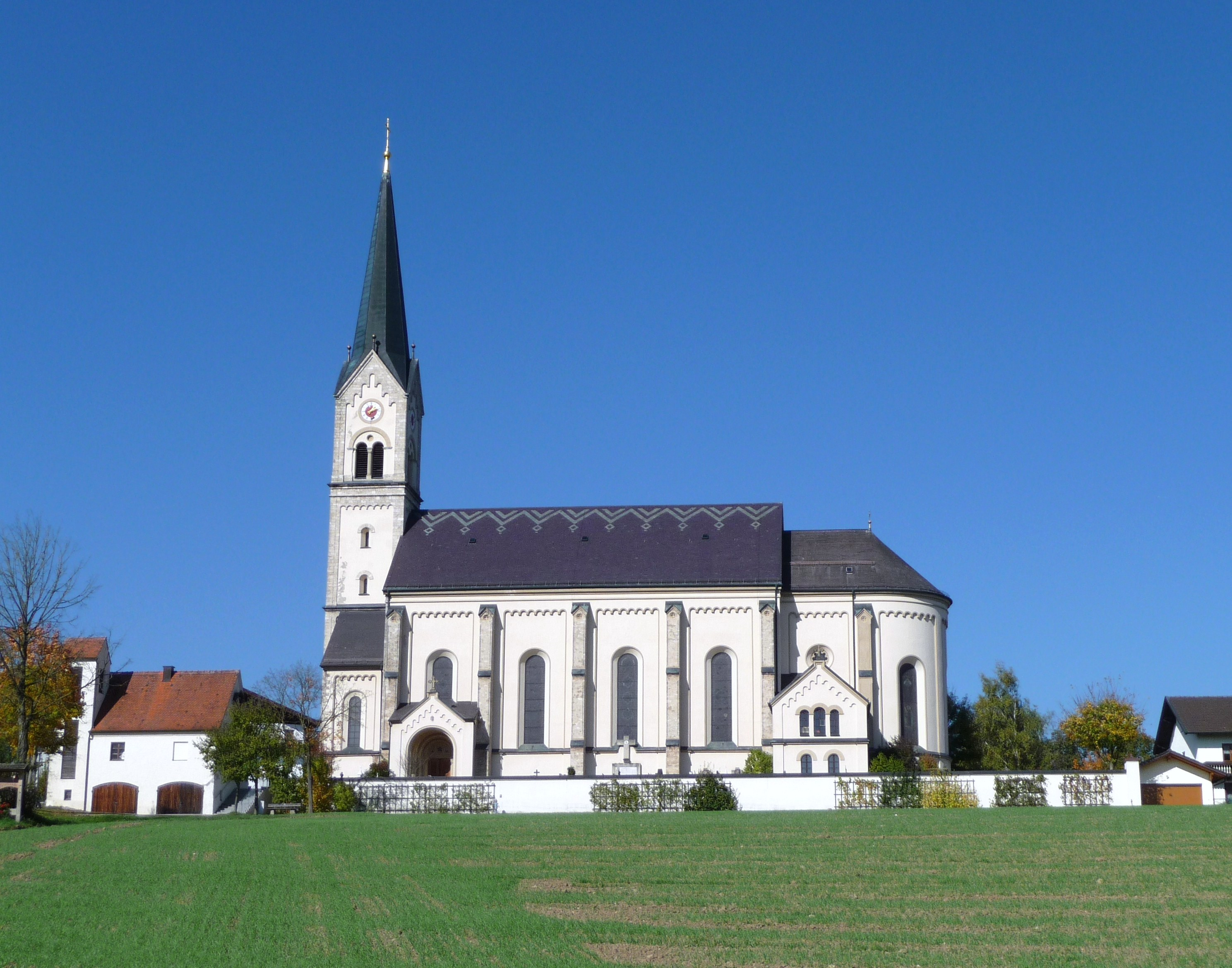
Die Pfarrkirche St. Martin

### Bis zur Gemeindegründung
Hadovesbach wurde im Salzburger Urkundenbuch 788 erstmals erwähnt. Bischof Arn von Salzburg gründete hier um 800 eine Pfarrei. In den Traditionsbüchern von Kloster Mondsee aus dem 8. Jh. wird Hadoluespah genannt. Es liegt der althochdeutsche Personenname Hadolf zugrunde, der hier Besitzungen hatte. 1160 wird ein Pfarrer von Scufingen (Schupfing) erwähnt.
Halsbach gehörte den Grafen von Preysing, war jedoch Teil des Kurfürstentums Bayern. Halsbach war Bestandteil der Preysingschen Herrschaft Wald. Im Zuge der Verwaltungsreformen in Bayern entstand mit dem Gemeindeedikt von 1818 die Gemeinde Halsbach.

### Gemeindefusion
Die heutige Gemeinde entstand am 1. Januar 1964 durch die Zusammenlegung der Gemeinden Halsbach und Oberzeitlarn.

### Einwohnerentwicklung
Zwischen 1988 und 2018 wuchs die Gemeinde von 855 auf 961 um 106 Einwohner bzw. um 12,4 %.
| Jahr | Einwohner |
| ---- | --------- |
| 1970 | 0838      |
| 1987 | 0866      |
| 1991 | 0848      |
| 1995 | 0843      |
| 2002 | 0871      |
| 2010 | 0948      |
| 2015 | 0948      |
| 2023 | 1083      |

## Öffentliche Verwaltung und Politik
Die Gemeinde ist Mitglied der Verwaltungsgemeinschaft Kirchweidach.

### Bürgermeister
Erster Bürgermeister ist seit dem 1. Mai 2014 Martin Poschner (parteilos); bei der Wiederwahl am 15. März 2020 erzielte er 83,47 % der Stimmen.

### Gemeinderat
Nach der letzten Kommunalwahl am 15. März 2020 hat der Gemeinderat acht Mitglieder, die alle zur Liste Einigkeit gehören. Die Wahlbeteiligung lag bei 70,8 %. Weiteres Mitglied und Vorsitzender des Gemeinderates ist der Bürgermeister.

### Wappen
| Wappen der Gemeinde Halsbach | Blasonierung: „Unter von Rot und Silber in zwei Reihen geschachtem Schildhaupt gespalten von Silber und Blau; über einem gesenkten Wellenbalken in verwechselten Farben vorne eine blaue heraldische Lilie, hinten ein nach rechts gewandter silberner Pferdekopf.“ |
| Wappen der Gemeinde Halsbach | Wappenbegründung: Der rot-weiß geschachte Balken im Schildhaupt, der Zisterzienserbalken, stammt aus dem Wappen der Zisterzienserabtei Raitenhaslach und unterstreicht die engen Beziehungen zum Kloster. Die heraldische Lilie im vorderen Feld verweist als Mariensymbol auf das Patrozinium der Klosterkirche Raitenhaslach, der Pferdekopf im hinteren Feld auf das Martinspatrozinium der Pfarrkirche Halsbach. Die Feldfarben Silber und Blau entsprechen den bayerischen Landesfarben und sollen hier die Zugehörigkeit zum Gebiet der Herrschaft Wald verdeutlichen, die sich von Anfang des 17. bis ins 18. Jahrhundert im Besitz der Grafen von Wartenberg, einer Nebenlinie der Wittelsbacher, befand und nach deren Aussterben (1736) als landesherrliche Kabinettsherrschaft weitergeführt wurde. Der Wellenbalken im Schildfuß symbolisiert den Halsbach, der der Gemeinde den Namen gab und ist zugleich ein für den Namen redendes Bild. Dieses Wappen wird seit 1982 geführt. |

## Kultur und Sehenswürdigkeiten

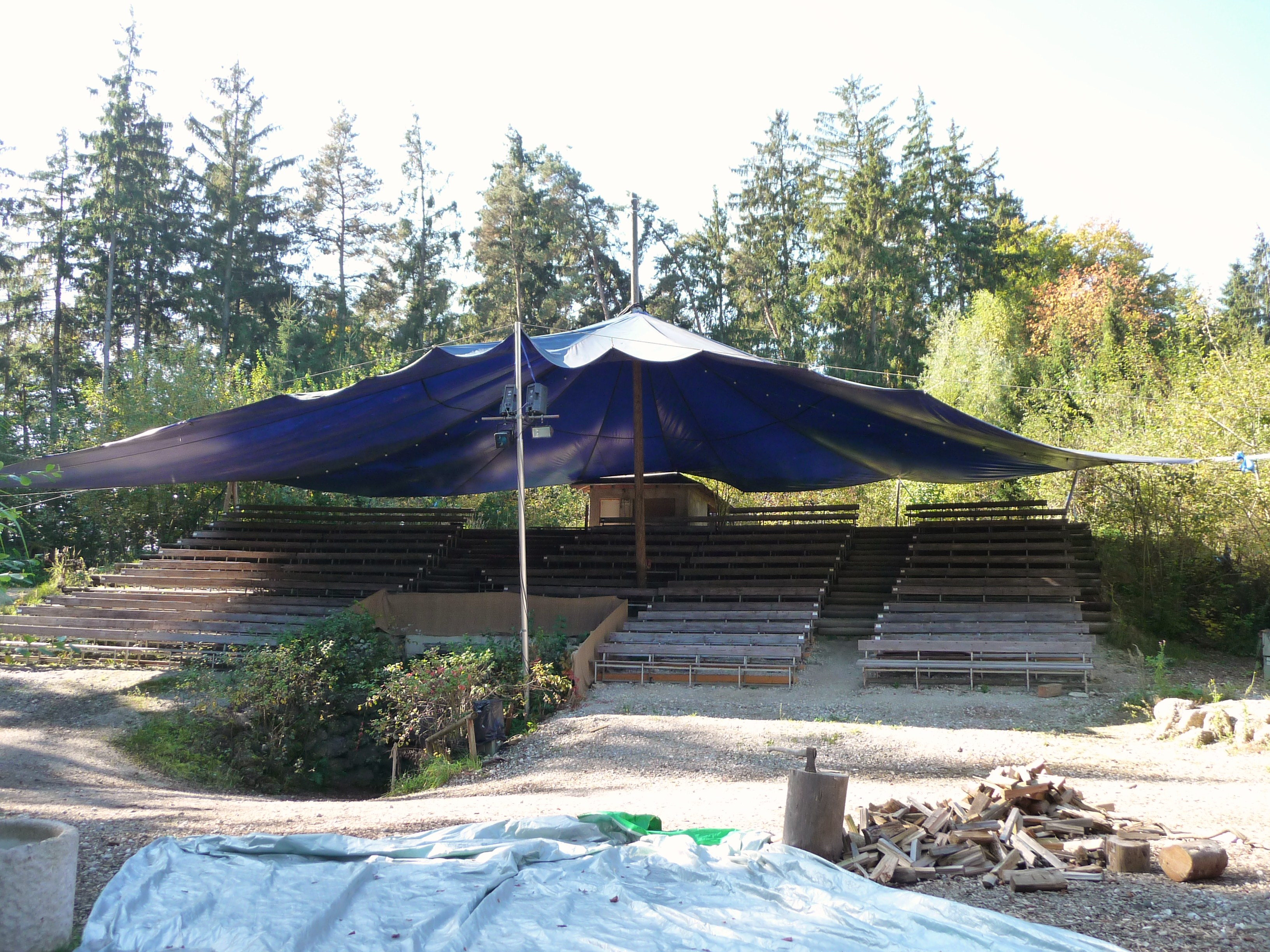
Die Waldbühne Halsbach

- Pfarrkirche St. Martin
- Waldbühne Halsbach
- Gasthaus und Sportheim Mitterwirt

## Wirtschaft und Infrastruktur

### Wirtschaft einschließlich Land- und Forstwirtschaft
Es gab 1998 nach der amtlichen Statistik im Bereich der Land- und Forstwirtschaft sieben, im produzierenden Gewerbe 31 und im Bereich Handel und Verkehr neun sozialversicherungspflichtig Beschäftigte am Arbeitsort. In sonstigen Wirtschaftsbereichen waren am Arbeitsort acht Personen sozialversicherungspflichtig beschäftigt. Sozialversicherungspflichtig Beschäftigte am Wohnort gab es insgesamt 277. Im verarbeitenden Gewerbe gab es drei Betriebe, im Bauhauptgewerbe einen Betrieb. Zudem bestanden im Jahr 1999 57 landwirtschaftliche Betriebe mit einer landwirtschaftlich genutzten Fläche von 1008 ha, davon waren 1147 ha Ackerfläche.
Aktuell  gibt es nach Branchen:
- sieben Gaststätten/Übernachtungsbetriebe
- sechs landwirtschaftliche Direktvermarkter
- 13 Handwerks-/Gewerbebetriebe
- drei Kunsthandwerkbetriebe
- sieben Handelsunternehmen
- fünf landwirtschaftliche Dienstleistungsbetriebe
- vier Banken/Versicherung
- sechs IT/Internet/Medien
- sieben sonstige Dienstleistungsbetriebe
- ein Theater
- drei Sonstiges

### Gastronomie
Halsbach hat eine relativ hohe Kneipendichte, und zwar 142 Einwohner/Wirtshaus.
- Grabenwirt
- Gasthaus Hermannbräu
- Gasthaus Racherting
- Gasthaus Mitterwirt

### Bildung
Es gibt folgende Einrichtungen (Stand: 1999):
- Kindergärten: 50 Kindergartenplätze mit 25 Kindern
- Schule: Grundschule mit vier Klassen und Turnhalle

## Persönlichkeiten
- Jörg von Halspach (vor 1441–1488), Baumeister und Architekt
- Michael Eberl (1924–2021), Architekt und Maler
- Georg Pfaffinger (1953–2014), Altbürgermeister[9]
- Alois Rottenaicher (* 1955), deutscher Dirigent und Kapellmeister